# Arhitectura în Nepal

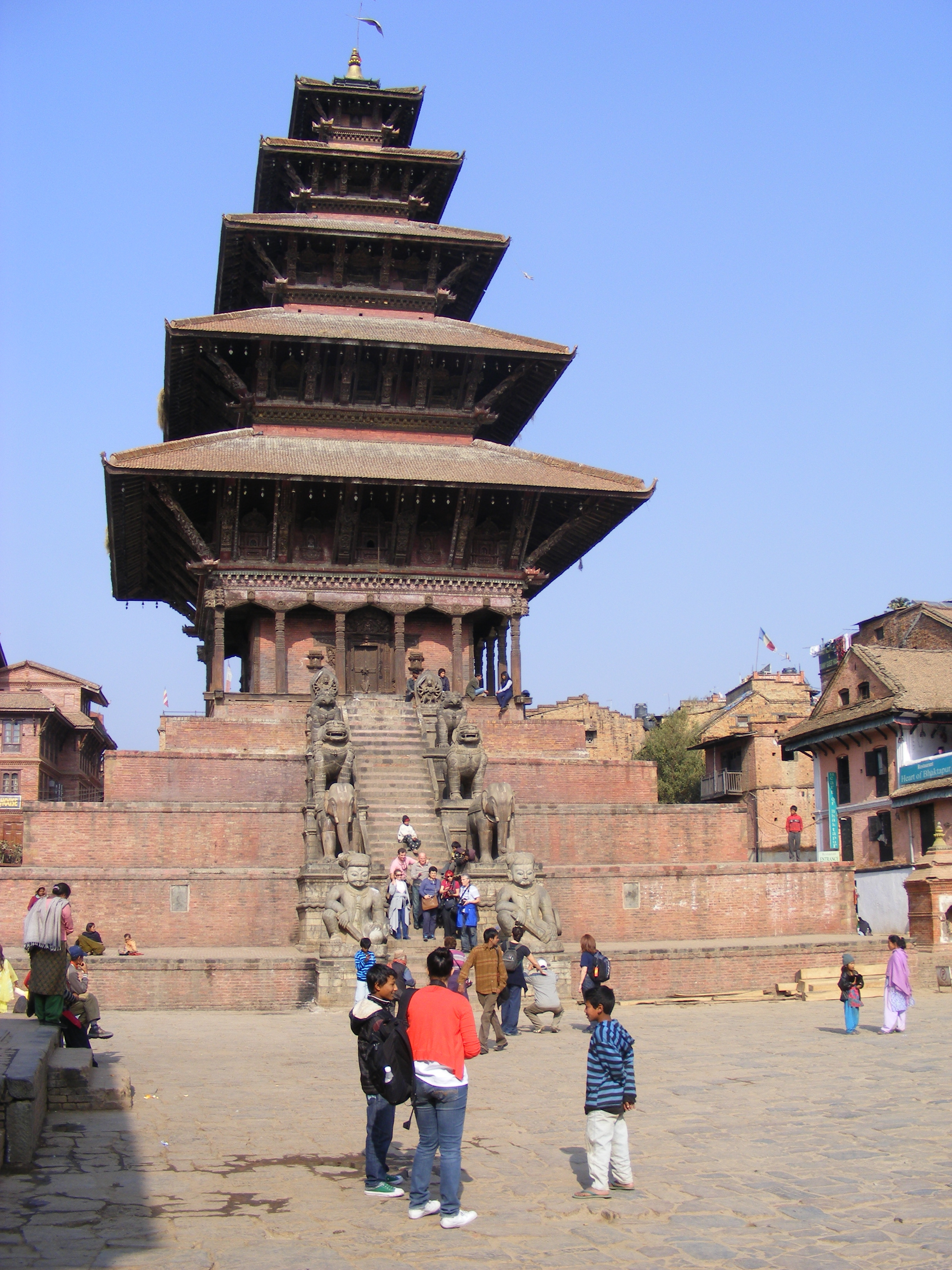
Templul Nyatapola situat în Bhaktapur, Nepal, construit în 1701–1702

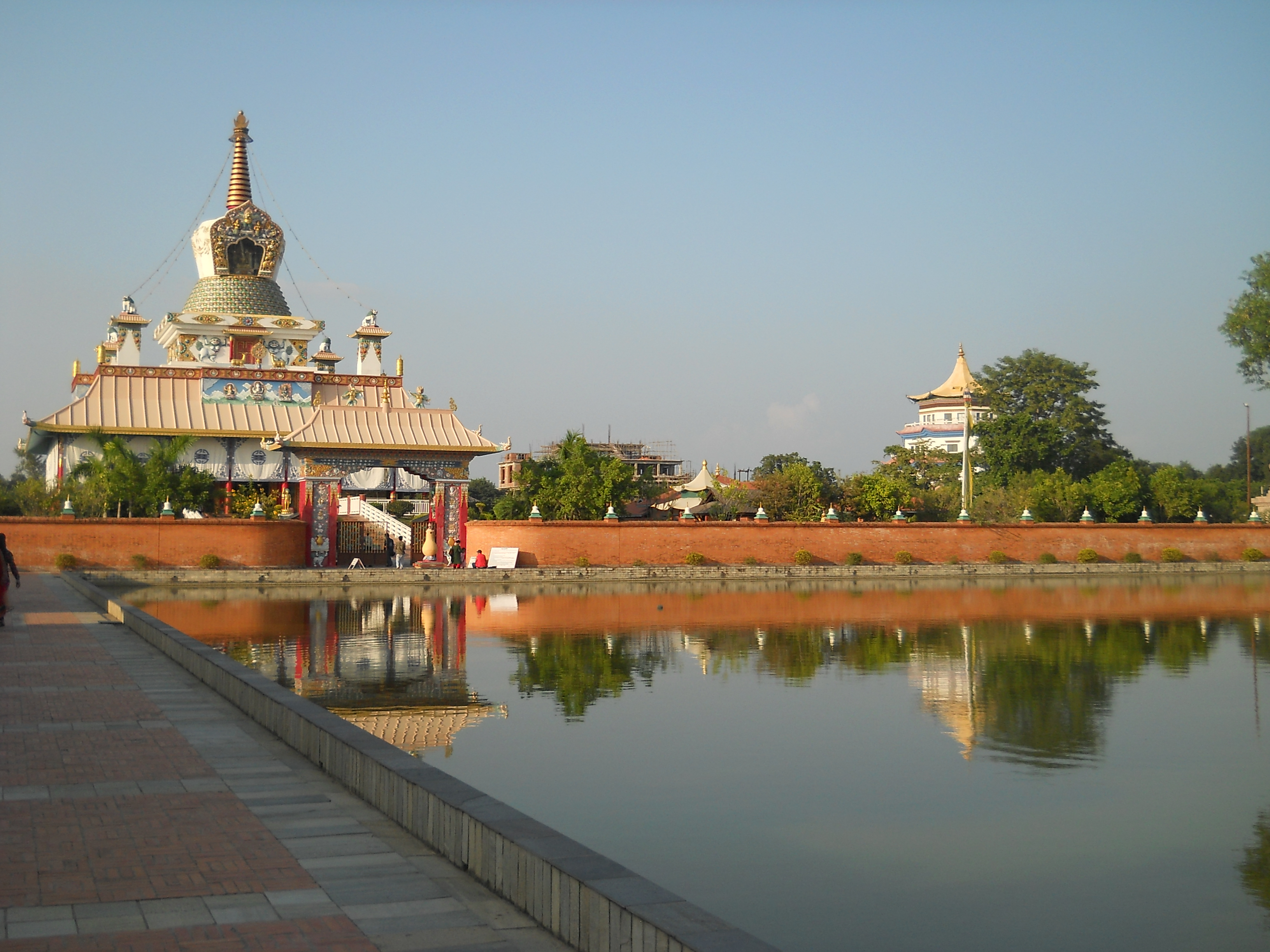
Marea stupp Drigung Kagyud Lotus în Lumbini, Nepal

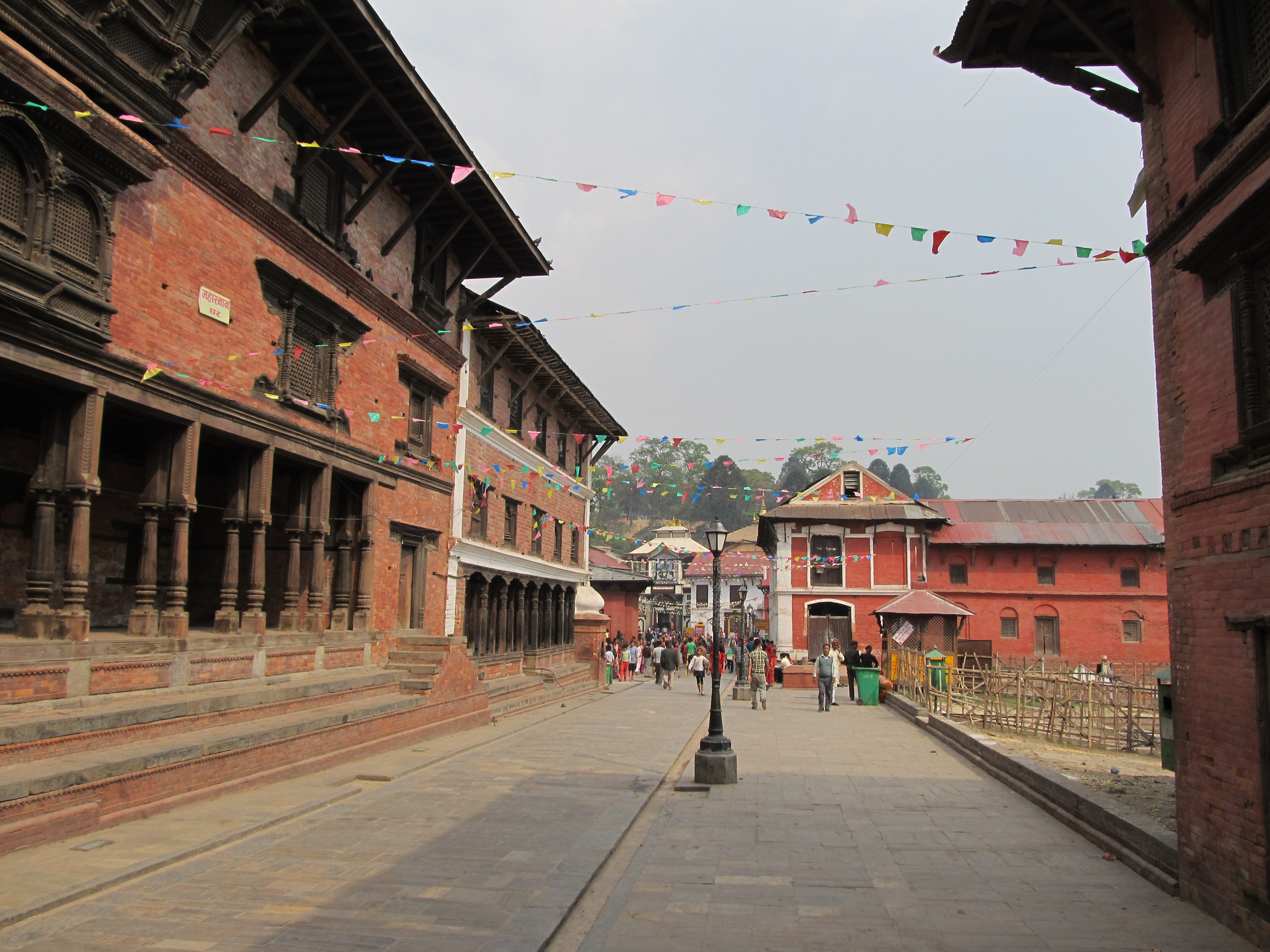
Arhitectura tradițională din Kathmandu

Arhitectura în Nepal este o varietate unică și practică de artă. Situată între rutele comerciale ale Indiei, Tibetului și Chinei, arhitectura nepaleză reflectă influențele ambelor bastioane culturale. Tradiția arhitecturală a pagodei figurează în mod deosebit printre templele hinduse din țară. De asemenea, tradiția arhitecturală a pagodei, împreună cu tradiția tibetană a arhitecturii budiste și a stupei sunt utilizate pe scară largă printre templele budiste din întreaga țară. Stilul Mugal, stilul vîrfului, stilul cupolei sunt și ele prezente în Nepal.

## Ansamblul arhitectural
Ansamblul arhitectural este un ansamblu diversificat al următoarelor structuri generale. Fiecare tip este unic și distinct prin caracter și utilitate. Cu toate acestea, toate sunt legate între ele prin tehnică și stiluri comune:
- Dhunge dhara
- Pauwa
- Stupa
- Chaitya
- Jahru
- Palat
- Mănăstire
- Templu
- Case rezidențiale